# Glossoloma cucullatum
Glossoloma cucullatum är en tvåhjärtbladig växtart som först beskrevs av Conrad Vernon Morton, och fick sitt nu gällande namn av J.L. Clark. Glossoloma cucullatum ingår i släktet Glossoloma och familjen Gesneriaceae. Inga underarter finns listade i Catalogue of Life.